# Йотапа Коммагена
Йотапа (народилася бл. 20 р. до н. е.) — дочка царя Мітрідата III Коммагенського, цариця Коммагени у шлюбі зі своїм братом царем Антіохом III.

## Біографія
Йотапа була принцесою з царства Коммагена. Вона була дочкою царя Коммагени Мітрідата III і королеви Йотапи Коммагенської. Етнічно вона мала вірменське, грецьке та мідійське походження.
Йотапа, ймовірно, народилася, виросла і отримала освіту в Самосаті, столиці царства Коммагена. Її братом був Антіох III Коммагенський, за якого вона вийшла заміж. Коли її батько помер у 12 р. до н. е., її брат став царем Коммагени. Йотапа та Антіох III правили як останні незалежні правителі Коммагени. Від шлюбу з братом вона мала двох дітей: сина, принца Антіоха IV Коммагенського, і дочку, принцесу Юлію Йотапу.
Антіох III помер у 17 р. н. е.; його смерть стала тривожною для царства. На момент смерті Антіоха в Коммагені панувала політична нестабільність, оскільки діти були занадто малі, щоб успадкувати батька, і не було влади, яка могла б запобігти громадянським заворушенням і об'єднати громадян Коммагена. Після смерті Антіоха III з'явилися дві фракції: одна на чолі зі знаттю, яка хотіла, щоб Коммаген перейшов під владу Римської імперії, а інша фракція на чолі з громадянами, які хотіли зберегти владу царя.
Політичні фракції Коммагени відправили посольства до Риму, шукаючи поради та допомоги римського імператора Тіберія, щоб вирішити майбутнє Коммагени. Коли політичні фракції звернулися до імператора щодо майбутнього Коммагенії, вони визнали політичну реальність римського правління і були готові жити з рішенням, яке прийняв Тиберій. Вони також були готові жити під владою Римської імперії. Відправлення посольств до Риму ознаменувало кінець незалежності Коммагени.
Тиберій зробив Коммагену частиною римської провінції Сирія. Рішення, прийняте Тіберієм, було схвалено багатьма громадянами Коммагени, але деякі, особливо ті, хто був прихильником царської сім'ї, були незадоволені таким результатом. Після анексії Коммагени місцезнаходження Йотапи невідоме. Її діти виховувалися і жили в Римі. У 38 році нашої ери римський імператор Калігула повернув царство її дітям.